# Alemán de Basilea
El alemán de Basilea (en alemán de Basilea Baseldytsch o Baseldütsch, en alemán suizo Baslerdüütsch, en alemán Baseldeutsch) es el dialecto del alemánico que se habla en la ciudad suiza de Basilea. Entre los dialectos germánicos de Suiza, es el único que pertenece al bajo alemánico.

## Terminología
Baseldytsch refleja la pronunciación tradicional con /i/, Baseldütsch es la pronunciación moderna con /y/, mientras que la denominación Baseldeutsch es la empleada en alemán estándar. En otros dialectos se emplea Baslerdüütsch.
- Datos: Q359972